# Christina Perri

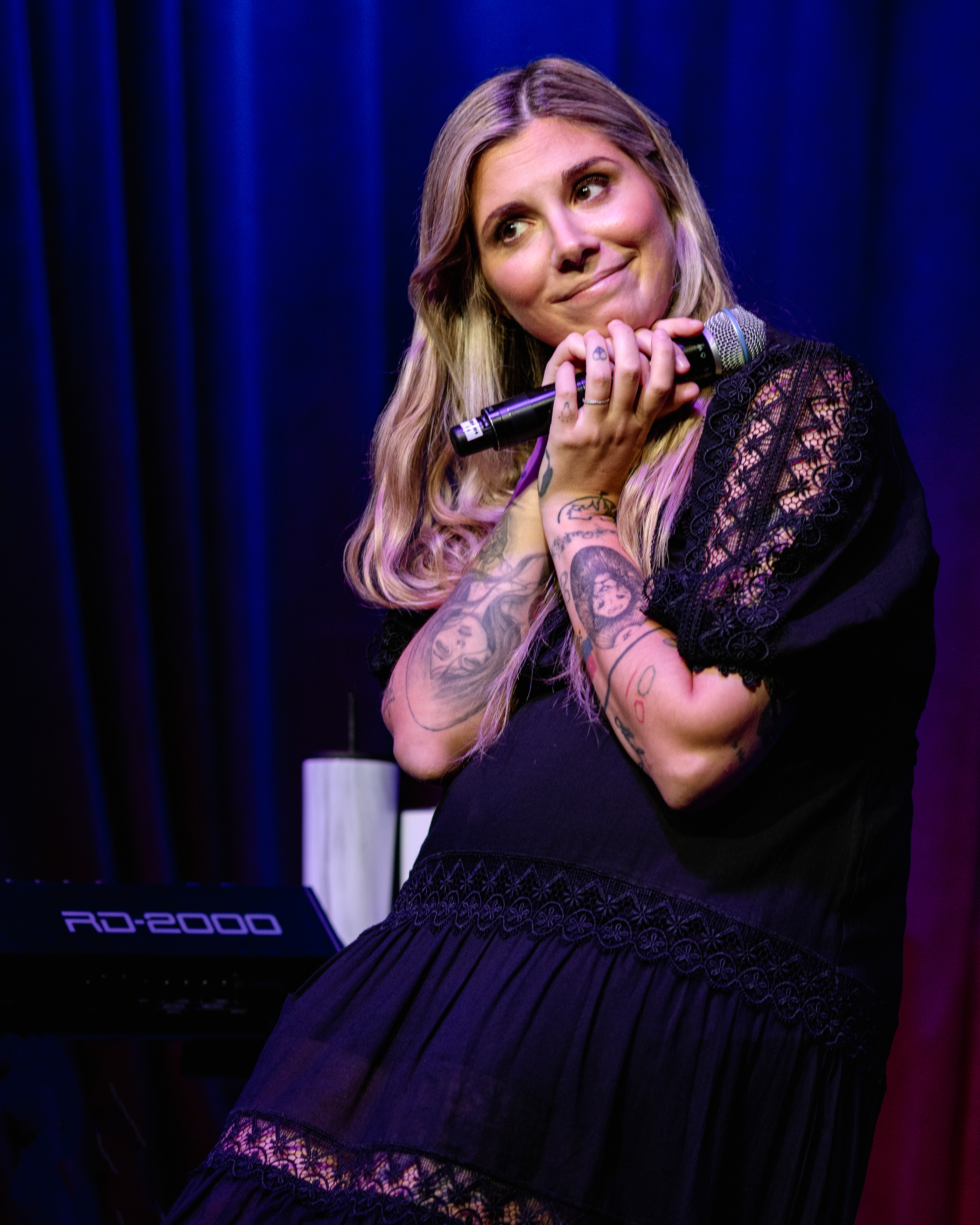
Christina Perri (2022)

Christina Judith Perri (* 19. August 1986 in Pennsylvania) ist eine US-amerikanische Singer-Songwriterin, die mit ihrer Debüt-Single Jar of Hearts international bekannt wurde.

## Anfänge und Privatleben
Perri wuchs in Bensalem, einem Vorort von Philadelphia auf. Ihr Vater hat italienische, ihre Mutter polnische Wurzeln. Im Alter von acht Jahren begann Perri, Klavierunterricht zu nehmen; mit 16 Jahren brachte sie sich autodidaktisch das Gitarrespielen bei, indem sie in einem Video den Gitarristen der Gruppe Blind Melon beobachtete. Seitdem schrieb sie eigene Songs. Ihr älterer Bruder Nick Perri spielte als Gitarrist unter anderem in den Rockbands Silvertide und Shinedown.
Perri besuchte bis 2004 die Archbishop Ryan High School. Nach der Schulzeit ging sie als Assistentin mit der Band ihres Bruders auf Tournee, bis sie ein Stipendium für die renommierte Kunsthochschule University of the Arts (Philadelphia) bekam. Nach einem Jahr brach sie das Studium ab und verbrachte einige Zeit in Italien, um die Heimat ihrer Vorfahren väterlicherseits kennenzulernen. An ihrem 21. Geburtstag zog Perri nach Los Angeles und heiratete im gleichen Jahr. Nach 18 Monaten wurde die Ehe geschieden, und Perri kehrte nach Philadelphia zurück, wo sie Ende 2009 den Song Jar of Hearts schrieb. Sie kehrte nach Los Angeles zurück, arbeitete tagsüber als Kellnerin in einem Café und nahm abends Musikvideos auf, die sie auf der Videoplattform YouTube veröffentlichte. Über diesen Weg wurde schließlich ein Management in Hollywood auf die Sängerin aufmerksam und nahm mit ihr über Facebook Kontakt auf.
Am 12. Dezember 2017 heiratete sie ihren langjährigen Freund Paul Costabile, mit dem sie seit Juni 2017 verlobt war.
Ein Erkennungszeichen Perris sind ihre zahlreichen Tätowierungen, nach eigener Aussage neben dem Songschreiben für sie eine der Methoden, sich auszudrücken.

## Karriere
Perris Durchbruch begann mit der Aufführung ihres Songs Jar of Hearts in der Tanzshow So You Think You Can Dance am 30. Juni 2010. Ihre Freundin Keltie Colleen, eine aus Kanada stammende Tänzerin und Fernsehmoderatorin, hatte den Song ohne Perris Wissen an die Choreographin der Show geschickt. Perri und Colleen verfolgten die Aufführung im Publikum. Im Anschluss an die Ausstrahlung stieg der Song unmittelbar in die Billboard Hot 100 ein und wurde binnen eines Monats 100.000-mal verkauft. Zwei Wochen später wurde der Song erneut in der Show So You Think You Can Dance aufgeführt, diesmal von Perri live gesungen und am Klavier begleitet. Am 21. Juli 2010 unterzeichnete sie, die inzwischen von der Managementagentur Bill Silva betreut wird, einen Plattenvertrag mit Atlantic Records.

### Tourneen und Auftritte
Durch mehrere Fernsehauftritte (CBS, Jay Leno) einem größeren amerikanischen Publikum bekannt geworden, startete Perri ihre erste Tour im Frühjahr 2011 im Vorprogramm von James Blunt. Ihre erste Tour als Headliner führte sie unter dem Titel Lovestrong Tour seit Juli 2011 durch Nordamerika, Australien und Europa. Im Anschluss daran begleitete sie im Spätsommer 2012 den US-amerikanischen Singer-Songwriter Jason Mraz auf dem nordamerikanischen Teil seiner Welttournee. Am 18. Februar 2012 sang Perri ihren Song Jar of Hearts vor dem Weltmeisterschafts-Boxkampf zwischen Vitali Klitschko und Dereck Chisora in der Olympiahalle in München.

### Veröffentlichungen
Am 9. November 2010 veröffentlichte Perri eine Extended Play mit dem Titel The Ocean Way Sessions, auf der auch der Song Jar of Hearts enthalten war. Perris Debütalbum Lovestrong, produziert vom achtmaligen Grammy-Gewinner Joe Chiccarelli wurde am 10. Mai 2011 in den USA und am 27. Januar 2012 in Deutschland veröffentlicht. Perris Song A Thousand Years ist im Soundtrack zu dem Film Breaking Dawn – Biss zum Ende der Nacht, Teil 1 enthalten, ebenso läuft dieser Song im Abspann von Breaking Dawn – Biss zum Ende der Nacht, Teil 2. Am 16. Oktober 2012 erschien eine Christmas EP mit dem Titel A Very Merry Perri Christmas. Am 1. April 2014 erschien ihr zweites Album Head or Heart. Zuvor war die Single Human veröffentlicht worden.

## Diskografie

### Studioalben
| Jahr | Titel Musiklabel                                      | Höchstplatzierung, Gesamtwochen, AuszeichnungChartplatzierungen (Jahr, Titel, Musiklabel, Platzierungen, Wochen, Auszeichnungen, Anmerkungen) | Höchstplatzierung, Gesamtwochen, AuszeichnungChartplatzierungen (Jahr, Titel, Musiklabel, Platzierungen, Wochen, Auszeichnungen, Anmerkungen) | Höchstplatzierung, Gesamtwochen, AuszeichnungChartplatzierungen (Jahr, Titel, Musiklabel, Platzierungen, Wochen, Auszeichnungen, Anmerkungen) | Höchstplatzierung, Gesamtwochen, AuszeichnungChartplatzierungen (Jahr, Titel, Musiklabel, Platzierungen, Wochen, Auszeichnungen, Anmerkungen) | Höchstplatzierung, Gesamtwochen, AuszeichnungChartplatzierungen (Jahr, Titel, Musiklabel, Platzierungen, Wochen, Auszeichnungen, Anmerkungen) | Anmerkungen                             |
| Jahr | Titel Musiklabel                                      | DE | AT | CH | UK | US | Anmerkungen                             |
| ---- | ----------------------------------------------------- | --- | --- | --- | --- | --- | --------------------------------------- |
| 2011 | Lovestrong Atlantic                                   | DE8 (12 Wo.)DE | AT7 (11 Wo.)AT | CH6 (15 Wo.)CH | UK9 Gold · (36 Wo.)UK | US4 Platin · (30 Wo.)US | Erstveröffentlichung: 10. Mai 2011      |
| 2014 | Head or Heart Atlantic                                | DE72 (1 Wo.)DE | AT41 (1 Wo.)AT | CH16 (3 Wo.)CH | UK8 (6 Wo.)UK | US4 Gold · (10 Wo.)US | Erstveröffentlichung: 1. April 2014     |
| 2019 | Songs for Carmella: Lullabies & Sing-a-Longs Atlantic | — | — | — | — | — | Erstveröffentlichung: 17. Januar 2019   |
| 2021 | Songs for Rosie Elektra                               | — | — | — | — | — | Erstveröffentlichung: 26. November 2021 |

### EPs
| Jahr | Titel Musiklabel                      | Höchstplatzierung, Gesamtwochen, AuszeichnungChartsChartplatzierungen (Jahr, Titel, Musiklabel, Platzierungen, Wochen, Auszeichnungen, Anmerkungen) | Anmerkungen                            |
| Jahr | Titel Musiklabel                      | US | Anmerkungen                            |
| ---- | ------------------------------------- | --- | -------------------------------------- |
| 2010 | The Ocean Way Sessions Atlantic       | US144 (1 Wo.)US | Erstveröffentlichung: 9. November 2010 |
| 2012 | A Very Merry Perri Christmas Atlantic | US98 (2 Wo.)US | Erstveröffentlichung: 16. Oktober 2012 |

Weitere EPs
- 2011: The Karaoke Collection (Atlantic)
- 2014: Human (Remixes) (Atlantic)
- 2014: Burning Gold Remixes (Atlantic)

### Singles
| Jahr | Titel Album                                             | Höchstplatzierung, Gesamtwochen, AuszeichnungChartplatzierungen (Jahr, Titel, Album, Platzierungen, Wochen, Auszeichnungen, Anmerkungen) | Höchstplatzierung, Gesamtwochen, AuszeichnungChartplatzierungen (Jahr, Titel, Album, Platzierungen, Wochen, Auszeichnungen, Anmerkungen) | Höchstplatzierung, Gesamtwochen, AuszeichnungChartplatzierungen (Jahr, Titel, Album, Platzierungen, Wochen, Auszeichnungen, Anmerkungen) | Höchstplatzierung, Gesamtwochen, AuszeichnungChartplatzierungen (Jahr, Titel, Album, Platzierungen, Wochen, Auszeichnungen, Anmerkungen) | Höchstplatzierung, Gesamtwochen, AuszeichnungChartplatzierungen (Jahr, Titel, Album, Platzierungen, Wochen, Auszeichnungen, Anmerkungen) | Anmerkungen                                              |
| Jahr | Titel Album                                             | DE | AT | CH | UK | US | Anmerkungen                                              |
| ---- | ------------------------------------------------------- | --- | --- | --- | --- | --- | -------------------------------------------------------- |
| 2010 | Jar of Hearts Lovestrong.                               | DE5 Platin · (32 Wo.)DE | AT3 Platin · (22 Wo.)AT | CH5 ×2Doppelplatin · (24 Wo.)CH | UK4 ×3Dreifachplatin · (55 Wo.)UK | US17 ×6Sechsfachplatin · (31 Wo.)US | Erstveröffentlichung: 27. Juli 2010                      |
| 2011 | Arms Lovestrong.                                        | — | — | — | — | US94 Platin · (2 Wo.)US | Erstveröffentlichung: 4. Februar 2011                    |
| 2011 | A Thousand Years Breaking Dawn – Part 1 (O.S.T.)        | DE— ×3DreifachgoldDE | AT19 (7 Wo.)AT | CH21 Gold · (9 Wo.)CH | UK11 ×5Fünffachplatin · (88 Wo.)UK | US31 Diamant · (26 Wo.)US | Erstveröffentlichung: 5. November 2011                   |
| 2012 | A Thousand Years, Pt. 2 Breaking Dawn – Part 2 (O.S.T.) | DE26 (10 Wo.)DE | — | — | — | US53 Gold · (3 Wo.)US | Erstveröffentlichung: 18. Oktober 2012 feat. Steve Kazee |
| 2013 | Human Head or Heart                                     | DE59 (2 Wo.)DE | AT42 (2 Wo.)AT | CH14 (5 Wo.)CH | UK14 Platin · (11 Wo.)UK | US31 ×3Dreifachplatin · (20 Wo.)US | Erstveröffentlichung: 18. November 2013                  |

Weitere Singles
- 2014: Burning Gold
- 2014: The Words
- 2019: Tiny Victories

## Auszeichnungen für Musikverkäufe
| Goldene Schallplatte - Australien - 2012: für das Album Lovestrong. - Dänemark - 2014: für das Streaming A Thousand Years - 2019: für die Single Human - 2019: für die Single Jar of Hearts - Irland - 2012: für die Single A Thousand Years - Neuseeland - 2018: für das Album Lovestrong. - 2019: für die Single Human - Polen - 2024: für das Lied You are My Sunshine - Spanien - 2024: für die Single Human - Vereinigte Staaten - 2024: für das Lied You are My Sunshine - 2024: für das Lied Distance - Vereinigtes Königreich - 2025: für das Lied You are My Sunshine Platin-Schallplatte - Australien - 2021: für die Single Human - Irland - 2012: für das Album Lovestrong. - Kanada - 2012: für die Single A Thousand Years - 2015: für die Single Human - Mexiko - 2015: für die Single A Thousand Years | 2× Platin-Schallplatte - Dänemark - 2025: für die Single A Thousand Years - Irland - 2012: für die Single Jar of Hearts - Italien - 2018: für die Single A Thousand Years - Kanada - 2012: für die Single Jar of Hearts - Neuseeland - 2022: für die Single Jar of Hearts - Spanien - 2024: für die Single A Thousand Years 3× Platin-Schallplatte - Australien - 2011: für die Single Jar of Hearts 6× Platin-Schallplatte - Neuseeland - 2025: für die Single A Thousand Years 7× Platin-Schallplatte - Australien - 2018: für die Single A Thousand Years |

Anmerkung: Auszeichnungen in Ländern aus den Charttabellen bzw. Chartboxen sind in ebendiesen zu finden.
| Land/RegionAuszeichnungen für Musikverkäufe (Land/Region, Auszeichnungen, Verkäufe, Quellen) | Silber  | Gold       | Platin       | Diamant  | Verkäufe   | Quellen              |
| -------------------------------------------------------------------------------------------- | ------- | ---------- | ------------ | -------- | ---------- | -------------------- |
| Australien (ARIA)                                                                            | —       | Gold1      | 11× Platin11 | —        | 805.000    | aria.com.au          |
| Dänemark (IFPI)                                                                              | —       | 3× Gold3   | 2× Platin2   | —        | 270.000    | ifpi.dk              |
| Deutschland (BVMI)                                                                           | —       | Gold1      | 2× Platin2   | —        | 750.000    | musikindustrie.de    |
| Irland (IRMA)                                                                                | —       | Gold1      | 3× Platin3   | —        | 52.500     | irishcharts.ie       |
| Italien (FIMI)                                                                               | —       | —          | 2× Platin2   | —        | 100.000    | fimi.it              |
| Kanada (MC)                                                                                  | —       | —          | 4× Platin4   | —        | 320.000    | musiccanada.com      |
| Mexiko (AMPROFON)                                                                            | —       | —          | Platin1      | —        | 60.000     | amprofon.com.mx      |
| Neuseeland (RMNZ)                                                                            | —       | 2× Gold2   | 8× Platin8   | —        | 262.500    | radioscope.co.nz NZ2 |
| Österreich (IFPI)                                                                            | —       | —          | Platin1      | —        | 30.000     | ifpi.at              |
| Polen (ZPAV)                                                                                 | —       | Gold1      | —            | —        | 25.000     | olis.pl              |
| Schweiz (IFPI)                                                                               | —       | Gold1      | 2× Platin2   | —        | 75.000     | hitparade.ch         |
| Spanien (Promusicae)                                                                         | —       | Gold1      | 2× Platin2   | —        | 150.000    | elportaldemusica.es  |
| Vereinigte Staaten (RIAA)                                                                    | —       | 4× Gold4   | 11× Platin11 | Diamant1 | 23.000.000 | riaa.com             |
| Vereinigtes Königreich (BPI)                                                                 | Silber1 | Gold1      | 9× Platin9   | —        | 5.700.000  | bpi.co.uk            |
| Insgesamt                                                                                    | Silber1 | 16× Gold16 | 58× Platin58 | Diamant1 |            |                      |